# Lado Kosta
Lado Kosta, slovenski kemik , * 11. februar 1921, Strnišče, Kraljevnia SHS, † 13. januar 1986, Ljubljana, SFR Jugoslavija.
Diplomiral je 1944 in doktoriral 1957 na TF v Ljubljani. Po diplomi je delal kot analitik v kemijskem laboratoriju Centralnega sanitetnega skladišča v Ljubljani. Leta 1945 je postal vodja toksiokološkega laboratorija in asistent na Inštitutu za sodno medicino MF v Ljubljani. Od 1950 je sodeloval z IJS, sprva kot zunanji sodelovec in nato kot vodja odseka za jedrsko kemijo.
Leta 1962 je postal izredni, 1970 pa redni profesor na FNT; 1973-74 je bil predstojnik oddelka za kemijo in kemijsko tehnologijo FNT. Strokovno se je izpopolnjeval v Nemčiji, Belgiji, s področja radiokemije pa v Veliki Britaniji in Kanadi. V letih 1963-67 je bil odgovorni analitik v laboratorijo v Seibersdorfu pri Dunaju; zanjo je 1975/76 delal v Tajski.
Kosta je pomembno prispeval k razvoju aktivacijske analize in analitike jedrskih surovin. Od srede 70-tih let se je usmeril v ekološke nalize. Doma in v tujini je objavil več kot 100 znanstvenih del iz radiokemijske analize ter kontrole sledov nevarnih onesnaževalcev. Dobitnik Kidričeve nagrade (1981).